# Libanon L118
L118 var den sista i raden av underhållsbataljoner som Sverige bidrog med i Libanon inom ramen för UNIFIL

## Historia
Förbandet verkade i Libanon under perioden oktober 1993 till april 1994. Bataljonens kompanier grupperade på två olika camper inom området:
På Camp Carl-Gustaf i Naquora grupperade Stab- och trosskompaniet, Förrådskompaniet och Transportkompaniet medan Ingenjörskompaniet grupperade på Camp Nordic Star i Jwayya.
Ansvaret för underhållsbataljonen övergick, efter att Sverige dragit sig ur, till Polen.

## Förbandsdelar
- Batch: Öv Erik Berg

Kompanier:
- Stab- och Trosskompani (PQ)
- Förrådskompani (RQ)
- Ingenjörkompani (SQ):Stab och tross tropp, Vaktpluton, Maskinpluton, Ingenjörpluton, Rep tropp
- Transportkompani (TQ)